# John Muncie
John Muncie ist ein britischer Kriminologe und emeritierter Professor der
Open University. Er ist Ehrenmitglied der British Society of Criminology.
Der gelernte Sozialwissenschaftler Muncie wirkte von 1976 bis 2011 an der Open University, von 2003 bis 2011 war er Gründungsmitglied und Direktor des dortigen International Centre for Comparative Criminological Research (ICCCR). Seine Forschungsinteressen gelten der Kritischen Kriminologie, der Jugendkriminalität sowie der Sozialpolitik unter Bedingungen der Globalisierung.

## Schriften (Auswahl)
- Youth and crime. 5. Auflage. SA.GE Publications Ltd., Thousand Oaks 2021, ISBN 978-1-5297-0765-6.
- Herausgegeben mit Eugene McLaughlin: The Sage dictionary of criminology. 3. Auflage. SAGE, London 203, ISBN 978-1-4462-0083-4.
- Herausgegeben mit David Wilson: Student handbook of criminal justice and criminology. Cavendish, London/Portland 2004, ISBN 1-85941-841-4.
- „The trouble with kids today“ Youth and crime in post-war Britain. Hutchinson, London 1984, ISBN 0-09-155051-3.